# Труп (округ, Джорджія)
Шаблон:StateAbbr_ 33°02′ пн. ш. 85°02′ зх. д. / 33.03° пн. ш. 85.03° зх. д.
Округ  Труп (англ. Troup County) — округ (графство) у штаті  Джорджія, США. Ідентифікатор округу 13285.

## Історія
Округ утворений 1825 року.

## Демографія
За даними перепису 
2000 року 
загальне населення округу становило 58779 осіб, зокрема міського населення було 32974, а сільського — 25805.
Серед мешканців округу чоловіків було 28010, а жінок — 30769. В окрузі було 21920 домогосподарств, 15615 родин, які мешкали в 23824 будинках.
Середній розмір родини становив 3,12.
Віковий розподіл населення поданий у таблиці:
| Стать    | До 15 років | 15-21 | 22-29 | 30-39 | 40-49 | 50-65 | 65-85 | Понад 85 |
| -------- | ----------- | ----- | ----- | ----- | ----- | ----- | ----- | -------- |
| Чоловіки | 6933        | 2978  | 3033  | 4017  | 4214  | 4133  | 2493  | 209      |
| Жінки    | 6723        | 2939  | 3082  | 4377  | 4463  | 4486  | 3961  | 738      |

## Суміжні округи
- Герд — північ
- Ковета — північний схід
- Мерівезер — схід
- Гарріс — південь
- Чемберс, Алабама — південний захід
- Рендолф, Алабама — північний захід

## Виноски
1. ↑  U.S. Decennial Census. United States Census Bureau. Процитовано 26 червня 2014.
2. ↑  Historical Census Browser. University of Virginia Library. Архів оригіналу за 11 серпня 2012. Процитовано 26 червня 2014.
3. ↑  Population of Counties by Decennial Census: 1900 to 1990. United States Census Bureau. Процитовано 26 червня 2014.
4. ↑  Census 2000 PHC-T-4. Ranking Tables for Counties: 1990 and 2000 (PDF). United States Census Bureau. Процитовано 26 червня 2014.
5. ↑  State & County QuickFacts. United States Census Bureau. Архів оригіналу за 20 лютого 2016. Процитовано 26 червня 2014. [Архівовано 2016-02-20 у Wayback Machine.](англ.) Наведено за англійською вікіпедією.
6. ↑  American FactFinder. Бюро перепису населення США. Архів оригіналу за 26 лютого 2012. Процитовано 31 січня 2008. [Архівовано 2008-05-21 у Wayback Machine.]

| США | Це незавершена стаття з географії США. Ви можете допомогти проєкту, виправивши або дописавши її. |